# 纽约大街
纽约大街（Avenue de New-York）是巴黎十六区的一条街道。

## 历史
原名quai Debilly，1918年以日本首都东京更名东京大街（avenue de Tokio）。1945年2月26日，东京大街更名为纽约大街。路名的这些变化取决于政治局势。在第一次世界大战时，日本是法国的盟友，攻击德国在远东占有的港口青岛。在第二次世界大战中，日本是纳粹德国的盟友，因此在战后就以解放法国的美国的最大城市纽约命名这条路。此后在1964年，其下游的延伸线，塞纳河畔的帕西滨河路（quai de Passy），也更名为肯尼迪总统大街（avenue du Président-Kennedy）。 
东京宫（Palais de Tokyo）为1937年展览而建，得名于东京大街；1945年以后仍然保持了原有的名称。